# Рогодзьоб самарійський
Рогодзьо́б самарійський (Sarcophanops samarensis) — вид горобцеподібних птахів родини рогодзьобових (Eurylaimidae).

## Поширення
Ендемік Філіппін. Поширений на островах Самар, Лейте і Бохоль.

## Опис
Птах завдовжки 15 см. Тіло кремезне, голова округла та велика з короткою шиєю, великими очима, з плоским та широким дзьобом, ледь зігнутим на кінці. Навколо очей є карункул (м'язистий наріст з ділянкою голої шкіри) блакитного кольору. Спина, хвіст та крила темно-коричневі. На крилах є широка поперечна біла смуга. Махові пера чорні. Голова та горло чорні з фіолетовим відтінком. На боках шиї є біла смуга. Груди та черево світло-коричневі. Задня частина черева і підхвістя жовтувато-білі.

## Спосіб життя
Живе під густим пологом дощових лісів. Трапляється поодинці або парами. Живиться комахами та іншими безхребетними, рідше дрібними хребетними, ягодами та фруктами. Розмноження цих птахів вивчене погано.